# Lauritz Opstad
Jens Lauritz Opstad (Tune, 5 maggio 1917 – Oslo, 23 maggio 2003) è stato uno storico norvegese.

## Biografia
Era il figlio di Jens Lauritzen Opstad (1884-1963), e di sua moglie, Laura Kristine Thune (1885-1921).
Terminò gli studi secondari a Sarpsborg nel 1937 e studiò presso l'Università di Oslo, laureandosi in storia nel 1943.
Nel mese di ottobre 1947 sposò Marit Elisabeth Olstad. Ebbero un figlio: Jan-Lauritz Opstad (1950).
Insegnò a Fredrikstad (1944-1945), poi fu consulente per un anno e mezzo presso il Museo Norvegese delle Arti decorative e design. Fu un curatore del Museo Stavanger (1947-1948), del Østfold County Municipality (1948-1967) e direttore del Museo Norvegese di Design e Arti (1967-1987).

### Produzione letteraria
Tra le sue opere letterarie includono: Moss Jernverk (1950), Herrebøe Fajance Fabrique (1959), Bygdehistorien inntil 1800 (due volumi di Rygge, 1957) e Norsk pottemakeri 1600-1900 (1990).

### Morte
Lauritz Opstad morì il 23 maggio 2003 a Oslo.